# Mobile Suit Gundam: The Origin
Mobile Suit Gundam: The Origin (機動戦士ガンダム: THE ORIGIN, Kidō senshi Gandamu: The Origin) est un manga dessiné par Yoshikazu Yasuhiko adapté directement de la toute première série de la célèbre franchise Gundam, Mobile Suit Gundam. Il a été prépublié dans le magazine Gundam Ace entre juin 2001 et juin 2011 et a été compilé en un total de vingt-trois tomes. La version française est éditée par Pika Édition entre 2006 et 2017.
Une adaptation en série d'OAV par le studio Sunrise est diffusée depuis février 2015.

## Synopsis et contexte
Le manga narre les événements décrits dans Mobile Suit Gundam (la série originale de la franchise) : en l’an U.C. 0079, l’humanité a largement colonisé l’espace, mais l’autorité centrale de la Terre s’est amenuisée avec le temps, au point qu’une colonie nommée Side 3 ou Zeon déclare son indépendance, marquant le début de la guerre d'indépendance de Zeon. Amuro Ray est un jeune garçon vivant sur Side 7, une colonie jusque-là épargnée par la guerre. Las, les forces de Zeon ayant eu vent d’un programme militaire secret sur Side 7, une petite troupe de mobile suit y est dépêchée et engage le combat avec les forces de la Fédération. C’est alors que dans la panique occasionnée, Amuro découvre un prototype de mecha nommé Gundam. Intuitivement, il parvient à le piloter pour détruire les attaquants.
Par la suite, Amuro rejoint l’armée au sein de l’équipage du vaisseau spatial White Base — fer de lance de la Fédération face à Zeon — et devient un pilote chevronné, d’autant plus qu’il développe des talents de newtypes, pouvoirs psychiques nés de l’évolution dans l'espace. D’autres personnages deviennent aussi des newtypes, comme Char Aznable, le rival le plus sérieux d’Amuro, ou Seila Mass (Sayla Mass), sa coéquipière.
L’enchaînement des événements reste durant tout le manga très proche du scénario original, que ce soit le déroulement des batailles, les tragédies et les réactions des personnages. Toutefois, plusieurs points de détail sont modifiés (par exemple, l’apparition du Gundam dès le premier assaut sur Side 7) et surtout, le récit livre nombre d’histoires parallèles et d’approfondissements supplémentaires (au point parfois de créer des anachronismes), notamment un long flashback retraçant les enfances de Seila, Char et Amuro ainsi que la genèse de la guerre.

## Accueil
Le manga a connu un succès important sur l’Archipel et est régulièrement salué par la critique, AnimeLand le décrivant par exemple comme un « chef-d’œuvre du genre ».

## Manga
Gundam: The Origin est prépublié par Kadokawa Shoten dans le magazine Gundam Ace entre juin 2001 et juin 2011 et s’étale sur vingt-trois tomes,. Après la fin de la série, l'auteur publie plusieurs chapitres spéciaux, compilés en un vingt-quatrième tome en février 2015. À la suite du succès, Kadokawa Shoten publie depuis 2005 le manga en édition collector (aizōban) comportant douze tomes,. La version française est publiée Pika Édition depuis octobre 2006.
Une série dérivée intitulée Mobile Suit Gundam The Origin MSD: Cucuruz Doan's Island (機動戦士ガンダム THE ORIGIN MSD ククルス·ドアンの島, Kidō Senshi Gandamu THE ORIGIN MSD Kukurusu Doan no Shima) est publiée depuis le 25 juin 2016.

### Liste des volumes
| no                                                                                               | Japonais         | Japonais          | Français          | Français          |
| no                                                                                               | Date de sortie   | ISBN              | Date de sortie    | ISBN              |
| ------------------------------------------------------------------------------------------------ | ---------------- | ----------------- | ----------------- | ----------------- |
| 1                                                                                                | 29 mai 2002      | 4-04-713453-8     | 18 octobre 2006   | 978-2-84599-657-1 |
| Titre du volume : Activation (始動編, Shidō hen)                                                 |                  |                   |                   |                   |
| 2                                                                                                | 23 juillet 2002  | 4-04-713503-8     | 6 décembre 2006   | 978-2-84599-675-5 |
| Titre du volume : Le Choc (激闘編, Gekitō hen)                                                   |                  |                   |                   |                   |
| 3                                                                                                | 22 novembre 2002 | 4-04-713518-6     | 14 février 2007   | 978-2-84599-696-0 |
| Titre du volume : Garma (1re partie) (ガルマ編・前, Garuma hen. Mae)                             |                  |                   |                   |                   |
| 4                                                                                                | 20 mars 2003     | 4-04-713545-3     | 18 avril 2007     | 978-2-84599-716-5 |
| Titre du volume : Garma (2e partie) (ガルマ編・後, Garuma hen. Nochi)                            |                  |                   |                   |                   |
| 5                                                                                                | 24 juillet 2003  | 4-04-713557-7     | 20 juin 2007      | 978-2-84599-737-0 |
| Titre du volume : Ramba Ral (1re partie) (ランバ・ラル編・前, Ranba Raru hen. Mae)               |                  |                   |                   |                   |
| 6                                                                                                | 24 mars 2004     | 4-04-713611-5     | 19 septembre 2007 | 978-2-84599-764-6 |
| Titre du volume : Ramba Ral (2e partie) (ランバ・ラル編・後, Ranba Raru hen. Nochi)              |                  |                   |                   |                   |
| 7                                                                                                | 23 juillet 2004  | 4-04-713647-6     | 14 novembre 2007  | 978-2-84599-786-8 |
| Titre du volume : Jaburo (1re partie) (ジャブロー編・前, Jaburō hen. Mae)                        |                  |                   |                   |                   |
| 8                                                                                                | 22 novembre 2004 | 4-04-713680-8     | 19 mars 2008      | 978-2-84599-826-1 |
| Titre du volume : Jaburo (2e partie) (ジャブロー編・後, Jaburō hen. Nochi)                       |                  |                   |                   |                   |
| 9                                                                                                | 22 avril 2005    | 4-04-713714-6     | 7 mai 2008        | 978-2-84599-861-2 |
| Titre du volume : Char et Seila (1re partie) (シャア・セイラ編・前, Shā Seira hen. Mae)          |                  |                   |                   |                   |
| 10                                                                                               | 24 août 2005     | 4-04-713746-4     | 20 août 2008      | 978-2-84599-903-9 |
| Titre du volume : Char et Seila (2e partie) (シャア・セイラ編・後, Shā Seira hen. Nochi)         |                  |                   |                   |                   |
| 11                                                                                               | 21 décembre 2005 | 4-04-713771-5     | 19 novembre 2008  | 978-2-84599-947-3 |
| Titre du volume : Début des hostilités (1re partie) (開戦編・前, Kaisen hen. Mae)                |                  |                   |                   |                   |
| 12                                                                                               | 21 avril 2006    | 4-04-713805-3     | 18 février 2009   | 978-2-8116-0005-1 |
| Titre du volume : Début des hostilités (2e partie) (開戦編・後, Kaisen hen. Nochi)               |                  |                   |                   |                   |
| 13                                                                                               | 21 juillet 2006  | 4-04-713850-9     | 17 mars 2010      | 978-2-8116-0108-9 |
| Titre du volume : Loum (1re partie) (ルウム編・前, Rūmu hen. Mae)                                |                  |                   |                   |                   |
| 14                                                                                               | 21 décembre 2006 | 4-04-713883-5     | 15 juin 2011      | 978-2-8116-0490-5 |
| Titre du volume : Loum (2e partie) (ルウム編・後, Rūmu hen. Nochi)                               |                  |                   |                   |                   |
| 15                                                                                               | 24 mai 2007      | 978-4-04-713920-6 | 18 septembre 2013 | 978-2-8116-1168-2 |
| Titre du volume : Odessa (1re partie) (オデッサ編・前, Odessa hen. Mae)                          |                  |                   |                   |                   |
| 16                                                                                               | 21 novembre 2007 | 978-4-04-713987-9 | 15 janvier 2014   | 978-2-8116-1339-6 |
| Titre du volume : Odessa (2e partie) (オデッサ編・後, Odessa hen. Nochi)                         |                  |                   |                   |                   |
| 17                                                                                               | 24 juin 2008     | 978-4-04-715075-1 | 13 août 2014      | 978-2-8116-1531-4 |
| Titre du volume : Lalah (1re partie) (ララァ編・前, Rarā hen. Mae)                               |                  |                   |                   |                   |
| 18                                                                                               | 24 décembre 2008 | 978-4-04-715145-1 | 18 avril 2015     | 978-2-8116-1894-0 |
| Titre du volume : Lalah (2e partie) (ララァ編・後, Rarā hen. Nochi)                              |                  |                   |                   |                   |
| 19                                                                                               | 24 juin 2009     | 978-4-04-715260-1 | 2 septembre 2015  | 978-2-8116-1895-7 |
| Titre du volume : Solomon (1re partie) (ソロモン編・前, Soromon hen. Mae)                        |                  |                   |                   |                   |
| 20                                                                                               | 22 janvier 2010  | 978-4-04-715285-4 | 15 juin 2016      | 978-2-8116-1896-4 |
| Titre du volume : Solomon (2e partie) (ソロモン編・後, Soromon hen. Nochi)                       |                  |                   |                   |                   |
| 21                                                                                               | 21 juillet 2010  | 978-4-04-715482-7 | 14 décembre 2016  | 978-2-8116-1897-1 |
| Titre du volume : Un rayonnement cosmique (1re partie) (ひかる宇宙編・後, Hikaru uchū hen. Mae)  |                  |                   |                   |                   |
| 22                                                                                               | 24 février 2011  | 978-4-04-715601-2 | 3 mai 2017        | 978-2-8116-1898-8 |
| Titre du volume : Un rayonnement cosmique (2e partie) (ひかる宇宙編・後, Hikaru uchū hen. Nochi) |                  |                   |                   |                   |
| 23                                                                                               | 24 novembre 2011 | 978-4-04-715770-5 | 13 décembre 2017  | 978-2-8116-1899-5 |
| Titre du volume : Rencontres spatiales (めぐりあい宇宙編, Meguriai uchū hen)                     |                  |                   |                   |                   |

## Anime
L'adaptation en anime est annoncée en juillet 2013 dans le webjournal japonais Mantan Web. Il s'agit d'une série de quatre OAV produite par le studio Sunrise avec une réalisation de Takashi Imanishi, un scénario de Katsuyuki Sumisawa et des musiques de Takayuki Hattori. Le premier épisode, Gundam The Origin I: Hitomi no Casval (機動戦士ガンダム THE ORIGIN I 青い瞳のキャスバル) (en français Les Yeux Bleus de Casval), est sorti le 28 février 2015 dans les cinémas japonais. Le deuxième épisode, Kanashimi no Aruteishia (哀しみのアルテイシア) est sorti le 31 octobre 2015. Le troisième, Akatsuki no Hōki (暁の蜂起), est sorti le 21 mai 2016. Le quatrième, Unmei no Zenya (運命の前夜), est sorti le 19 novembre 2016. Le cinquième, Gekitotsu Rūmu Kaisen (V 激突 ルウム会戦) est sorti le 2 septembre 2017 et le sixième sortira le 5 mai 2018.
La série est disponible en version originale sous-titrée en Blu-ray via @Anime.